# Mohammad-Ali Jamalzadeh
Mohammad-Ali Jamalzadeh (in persiano محمدعلی جمال‌زاده‎; Isfahan, 13 gennaio 1892 – Ginevra, 8 novembre 1997) è stato uno scrittore e traduttore iraniano, tra i più importanti del XX secolo, conosciuto maggiormente grazie al suo stile umoristico impareggiabile.
È inoltre considerato per la sua grande influenza sulla narrativa persiana e in Iran viene spesso definito il padre di quest'ultimo genere.

## Biografia

### Primi anni e famiglia
Sayyed Mohammad-Ali Jamalzadeh  è nato a Esfahan in una famiglia benestante. La data della sua nascita è incerta; sono stati stimati anni tra il 1892 e il 1896 e nemmeno lui stesso era sicuro dell'anno effettivo in cui fosse nato. Tradizionalmente si ritiene che l'anno della sua nascita sia il 1895.
Il padre di Jamalzadeh, Sayyed Jamal ad-Din Esfahani, era un mullah e unpredicatore progressista che fu un rivoluzionario costituzionale, proclamando prediche infuocate che ispirarono il figlio ma che gli costarono la vita; fu giustiziato nel 1908 per ordine di Mohammad Ali Shah Qajar che lo considerava tra i suoi nemici più pericolosi.

### Trasferimento all'estero

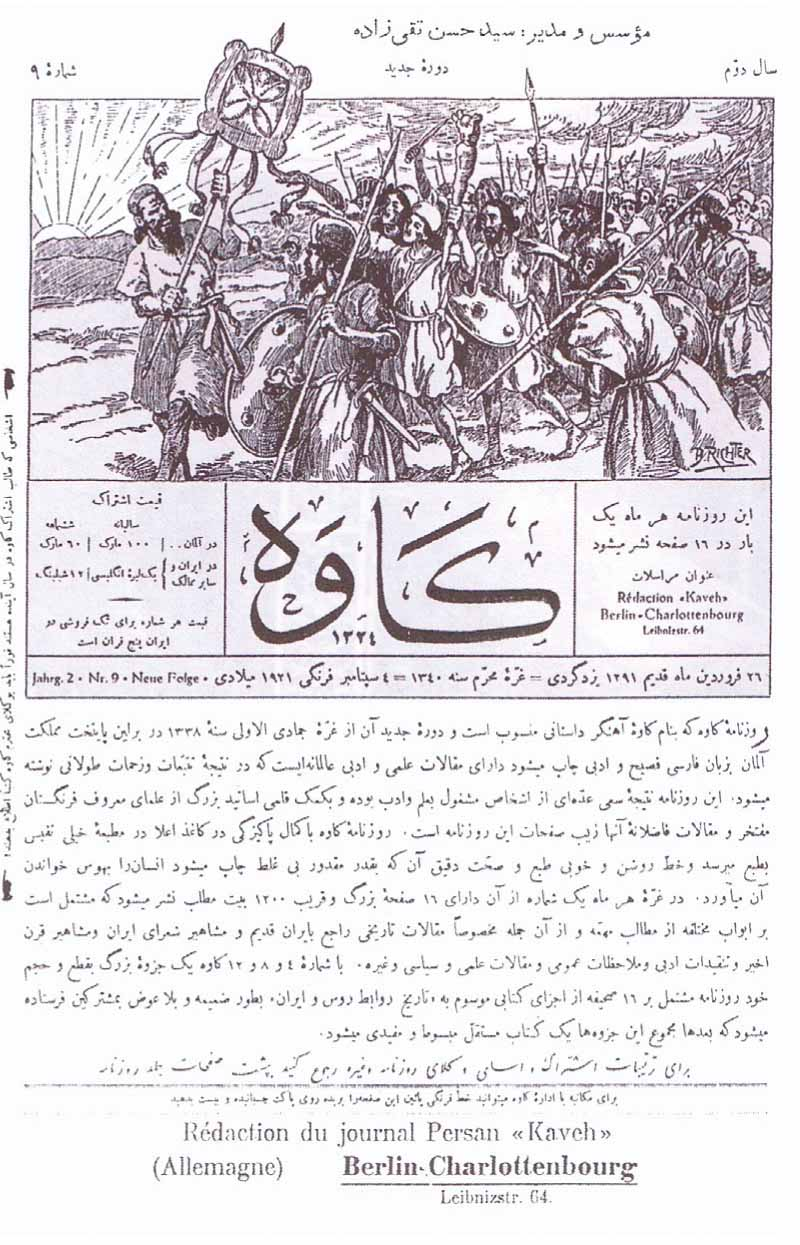
Kāveh (کاوه), Vol. 2, n. 9, 4 Settembre 1921, Berlino

Il giovane Mohammad visse in Iran solo fino all'età di dodici o tredici anni. Successivamente si trasferì in Libano, dove frequentò la scuola cattolica di Aintoura (1908) vicino a Beirut. Trascorse parte della sua vita anche in Francia (1910) e in Svizzera, dove studiò giurisprudenza all'Università di Losanna e in seguito all'Università della Borgogna a Digione, in Francia.
Dopo la morte del padre, la vita di Jamalzadeh prese una brutta piega, ma grazie all'appoggio di molti suoi amici e a qualche lavoro occasionale pagato come insegnante, sopravvisse. Quando la prima guerra mondiale scoppiò, in giovane età si unì al Comitato dei patrioti iraniani (Komita-ye Melliyun-e Irāni) a Berlino e, nel 1915, fondò il giornale Rastakhiz riguardante questo gruppo a Baghdad . Durante un viaggio da Baghdad a Istanbul, Jamalzadeh fu testimone del genocidio armeno e trovò molti resti di corpi morti durante il suo percorso. Scrisse sulle sue esperienze e i resoconti dei testimoni oculari diversi decenni dopo in due libri intitolati "Qatl-e Amm-e Armanian" (massacri armeni) e "Qatl o ḡārat-e Arāmaneh dar Torkiye"  (Sui massacri degli armeni in Turchia). Durante questo periodo lavorò anche per il periodico Kāveh (1916).  Nel 1917 pubblicò il suo primo libro Ganj-e Shayegan (Il degno tesoro). Il libro tratta una panoramica generale dell'Iran dell'inizio Novecento e mette in mostra i problemi socio-politici ed economici del Paese Persiano, un contributo importante che colma il contrasto tra letteratura e scienza. Sempre nel 1917 rappresentò i nazionalisti al Congresso mondiale dei socialisti a Stoccolma. Gli ultimi anni della sua vita li passò in impieghi momentanei, come quello nell'ambasciata iraniana a Berlino, fino al 1931, quando si stabilì a Ginevra e lavorò per l'Organizzazione Internazionale del Lavoro.
Durante quegli anni, Jamalzadeh ebbe minimi contatti con l'Iran, però continuò a scrivere costantemente sulla vita degli iraniani contemporanei. La sua attenzione per l'uso del linguaggio e il suo stile di scrittura dickensiano, con ripetizioni, accumulo di aggettivi e utilizzo di frasi popolari, fanno ricordare velocemente al lettore il contesto di Jamalzadeh e le sue sincere intenzioni.

## L'opere letteraria

### Yeki Bud Yeki Nabud
L'opera principale di Jamalzadeh, Yeki Bud Yeki Nabud  (یکی بود یکی نبود - C'era una volta), pubblicata nel 1921 a Berlino, giunse in Iran solo un anno dopo e, quando lo fece, non fu accolta positivamente. L'opinione pubblica, in particolare il clero, odiava la raffigurazione che Jamalzadeh faceva del Paese, al punto che diverse copie del libro vennero bruciate in piazza. Yeki Bud Yeki Nabud è una raccolta di sei racconti e affronta le condizioni sociali e politiche dell'Iran all'inizio del XX secolo: un argomento che fino ad allora veniva completamente evitato dagli scrittori e dai poeti. A tutto questo si aggiunge un atteggiamento attivista contro l'interferenza occidentale in Iran e una palese presa in giro del fanatismo religioso. Lo stile informale e semplice di Jamalzadeh, unito a un umorismo equilibrato, ha potenziato l'impatto dei suoi scritti, rendendo i suoi racconti come Yeki Bud Yeki Nabud e Farsi Shekar Ast (Il persiano è zucchero) ancora più commoventi di quanto sarebbero stati senza. Questa reazione ostile dell'opinione pubblica influenzò così tanto Jamalzadeh a tal punto che per i successivi due decenni si tenne lontano da ogni attività letteraria.

#### Bil-e Dig, Bil-e Choqondar
Uno dei racconti più noti di C'era una volta di Jamalzadeh è Bil-e Dig, Bil-e Choqondar (بیله دیگ بیله چغندر) noto in italiano come Qual è la salsa per l'oca. Questa narrazione in prima persona segue la storia di un uomo iraniano in Europa che, nel suo ricordo delle saune iraniane, incontra un massaggiatore con il quale si trattiene in una profonda conversazione.
La storia inizia con un narratore anonimo immerso in un monologo interiore sulle abitudini e sulla loro tendenza a ripresentarsi, anche dopo che una persona prova ad abbandonarle. Il narratore, quasi come se tornasse alle sue abitudini, esprime poi il suo repentino bisogno di andare in un hammam (sauna) per soddisfare i sentimenti di nostalgia precedentemente provati. Appena arrivato alla sauna, il narratore rimane deluso nello scoprire che le saune in stile turco d'Europa non erano all'altezza di quelle iraniane che sapeva e amava; ciononostante, fu felicemente sorpreso di essere massaggiato da un professionista formatosi in Iran. Coinvolgendo il massaggiatore, il narratore svaluta il contesto del massaggiatore e si rende conto di alcune lacune della società e della cultura iraniana. Dopo aver appreso che il massaggiatore era consulente di diversi ministeri iraniani, il narratore è bruscamente sopraffatto dallo scetticismo e dall'incredulità. Il massaggiatore continuò a raccontare la storia di come gli è stato assegnato il posto da consigliere, del rispetto e della posizione elevata che si è guadagnato per caso e del suo giudizio non completamente positivo sugli iraniani, da una prospettiva esterna. Uno degli aspetti negativi a cui allude è la disonestà degli iraniani, illustrata dal suo racconto di come sia stato derubato e di come abbia ricevuto promesse false. Dopo aver ascoltato il massaggiatore, il narratore risponde maliziosamente con un proverbio persiano: "Bil-e dig, bil-e choqondar". Dopo aver tentato, anche se senza riuscirvi, di spiegare il proverbio, il tempo trascorso dal narratore alla sauna è terminato. Rattristito dal fatto che il tempo a disposizione sia finito, il massaggiatore regala all'uomo il suo diario in cui racconta per filo e per segno i suoi incontri in Iran.
Appena tornato a casa, il protagonista inizia a leggere il diario. Si rende conto in fretta che i racconti del diario sono stati scritti da un uomo senza una minima educazione, che vede l'Iran con il pregiudizio che il mondo dovrebbe seguire l'esempio europeo. In un'osservazione, il massaggiatore chiarisce l'assenza delle donne dalla vita pubblica. Ovviamente, le donne non sono totalmente assenti dalla società, ma si presentano in pubblico completamente coperte da lunghi veli neri. Poiché non sapevano delle particolarità della cultura locale, il massaggiatore europeo li scambiò per "strani preti".
Il massaggiatore tiene presente anche dell'accumulazione sociale nella società iraniana. Racconta che gli uomini in Iran si distinguono per il colore dei loro cappelli e che si suddividono in tre gruppi: i Cappelli Gialli, i Cappelli Bianchi e i Cappelli Neri. Man mano che il narratore legge le descrizioni di ciascun gruppo, capisce che essi rappresentano rispettivamente i contadini, i chierici e il governo. L'osservatore europeo non riesce a capire perché i Cappelli Gialli, che sacrificano ogni loro bene alle altre due classi, portino allo stesso tempo tanto rispetto per esse. Egli dice: "Sono così insistenti su questo che spesso sia loro stessi che le loro famiglie muoiono di fame o di freddo e vengono sepolti senza nemmeno un sudario, mentre i Cappelli Neri e i Cappelli Bianchi hanno tratto così tanto profitto dalle sofferenze dei Cappelli Gialli che non hanno idea di come spendere i loro soldi". Una volta che il narratore ha letto l'intero diario, lo rispedisce per posta al massaggiatore con un piccolo biglietto. In esso include la traduzione del proverbio che in precedenza non era riuscito a spiegare.
Le osservazioni del massaggiatore europeo possono sembrare ingenue e limitate a causa della sua ignoranza, ma fungono da satira sociale che Jamalzadeh usa come strategia letteraria per esemplificare una prospettiva umoristica ma anche illuminante sulla società iraniana.
Un'analisi accademica condotta da Clause V. Pederson riguarda le visioni moderniste che Jamalzadeh mostra nella sua letteratura. Non vi sono dubbi sulle influenze occidentali nella letteratura persiana moderna, comprese le opere di Mohammad-Ali Jamalzadeh, ma molti degli influssi culturali e politici presenti in queste storie vengono spesso trascurati, insieme al messaggio che riflette una nuova visione del mondo. Le opere letterarie di Jamalzadeh esprimono una visione modernista del mondo, in cui non esiste un ordine mondiale fisso e l'individuo è il centro dell'universo, libero di usare le sue capacità razionali e intellettuali per comprendere, interpretare e creare la propria realtà circostante in modo soggettivo e relativo. Esempi di queste idee sono riportati nel racconto di Jamalzadeh "Bile dig, Bile Choghondar" ("Qual è la salsa per l'oca?"), che dimostra queste opinioni sull'individualità, le facoltà razionali, l'interpretazione, la relatività della verità e la realtà. Un esempio che l'autore usa per raccontare questo punto è nella traduzione di Moayyed e Sprachman: "L'abitudine è davvero come un mendicante di Samaria o un gatto domestico o un ebreo a cui si devono dei soldi o un jakesraker di Esfahan: non importa quante volte lo butti fuori da una porta, tornerà sempre da un'altra". Qui non si riferisce alle normali abitudini ordinarie, ma alle abitudini che accecano le persone e non permettono loro di vedere il mondo così com'è realmente. Nel racconto, il narratore incontra un massaggiatore francese che è stato in Iran con il suo ex maestro. Dal racconto del massaggiatore sull'Iran, una storia ridicola ed esagerata, il narratore si rende conto che la sua comprensione dell'Iran è stata offuscata da cattiva memoria e abitudine. Si rende conto che la comprensione del massaggiatore europeo è limitata e in parte sbagliata. Sebbene si senta umiliato per il fatto di non aver compreso la propria cultura, si rende conto che questa nuova conoscenza lo aiuta a comprendere la cultura occidentale e anche quella iraniana meglio di quanto non faccia il massaggiatore, perché il massaggiatore non si è concesso di vedere il mondo per quello che è realmente.

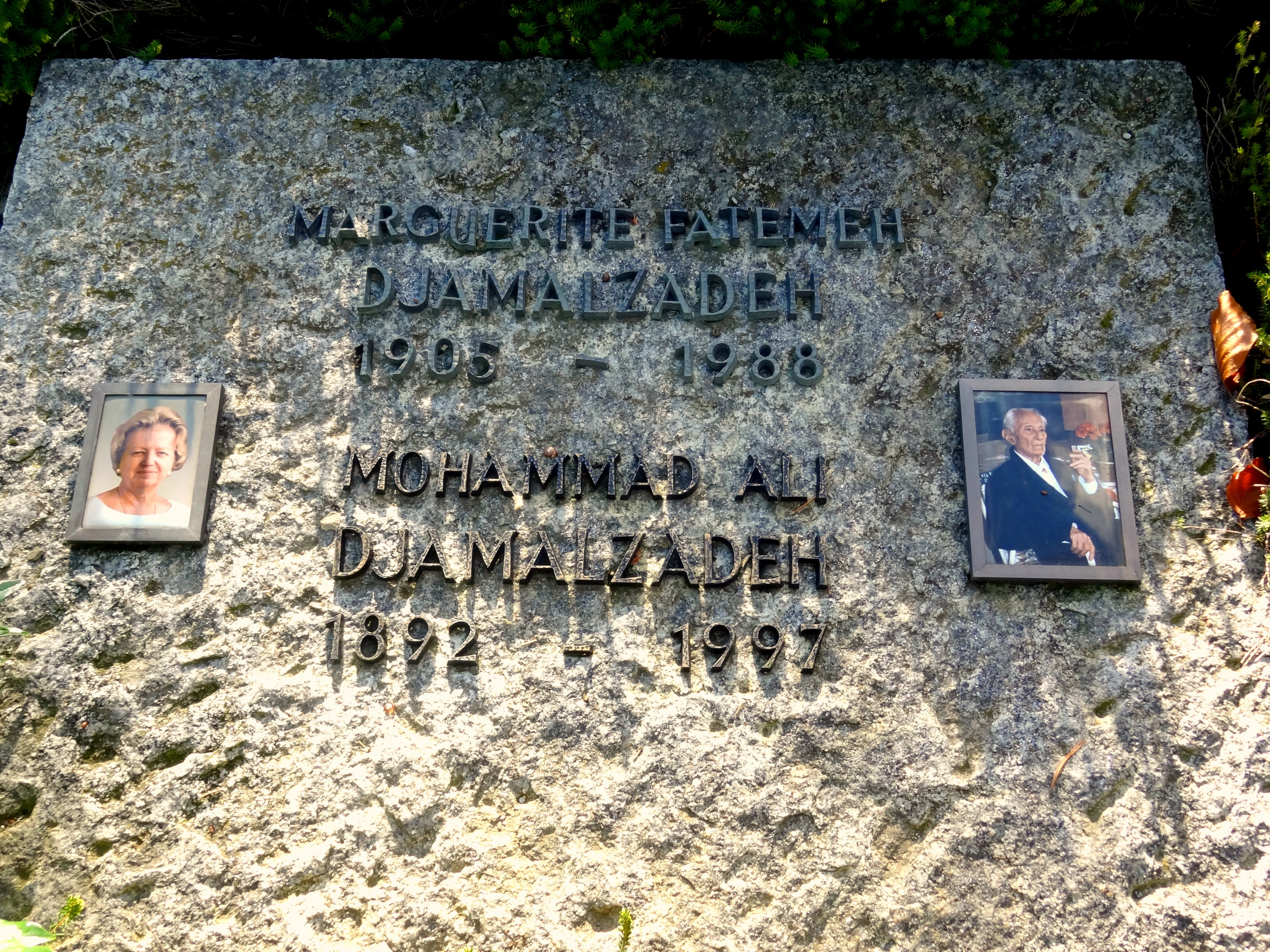
Tomba di Mohammad-Ali Jamalzadeh e sua moglie

Jamalzadeh morì all'età di 105 anni a Ginevra, in Svizzera. La sua tomba si trova nel cimitero "Petit-Saconnex"  (isolato numero 22).

### Opere successive
Riprese a scrivere negli anni '40, ma ormai aveva perso la destrezza che conferiva concisione, novità nella forma, originalità nelle idee, un pungente senso dell'umorismo e una struttura rigorosa ai suoi primi racconti. Il tautologismo, la tendenza a usare osservazioni sagge, a formulare speculazioni mistiche e filosofiche e il disprezzo per l'ordine divennero il tratto distintivo dei suoi scritti successivi. Sahra-ye Mahshar (Armageddon) (1947), Talkh-o Shirin (Amaro e dolce) (1955), Kohne va Now (Vecchio e nuovo) (1959), Qair az Khoda Hichkas Nabud (Nessuno esisteva tranne Dio) (1961), Asman-o Risman (Il blu laggiù e la corda) (1965), Qesse-ha-ye Kutah Bara-ye Bachcheha-ye Rish-dar (Racconti brevi per bambini barbuti [cioè per adulti]) (1974) e Qesse-ye Ma be Akhar Rasid  (Così finisce la nostra storia) (1979) furono scritti durante questa fase della sua attività letteraria. Sebbene Jamalzadeh continuasse a criticare la corte e il clero, alcune delle sue opere di questo periodo mancano del suo stile persiano originale e unico, anche se a volte è pungente e veritiero come nei suoi scritti precedenti.
Oltre al persiano, Jamalzadeh parlava fluentemente francese, tedesco e arabo . Tradusse molti libri da queste ultime lingue in persiano.
Jamalzadeh è stato nominato per il premio Nobel per la letteratura nel 1965, 1967 e 1969 rispettivamente da Richard N. Frye, Ehsan Yarshater e Jes Peter Asmussen .

## Vita privata
Nel 1914 Jamalzadeh sposò la sua prima moglie, Josephine, una donna svizzera e compagna di studi a Digione. Nel 1931, durante la sua residenza a Ginevra, Jamalzadeh sposò la sua seconda moglie, la tedesca Margaret Eggert.

## Opere selezionate

### Opere
- Yeki Bud Yeki Nabud (1921, raccolta di 6 racconti)
- Sahraye Mahshar (1947)
- Talch o-Shirin (1955)
- Kohne wa-Nou (1959)
- Gheir az Choda hitschkas nabud (1961, fiaba)
- Aseman o-Risman (1965)
- Ghessehā-ye kutāh barāye Batschehā-ye rischdār (1974)
- Ghesse-ye mā beh āchar resid (1979)

### Traduzioni
- Il Café du Surat di Bernardin de Saint-Pierre (1921)
- La storia dell'umanità di Hendrik Willem van Loon (1955)
- Guglielmo Tell di Friedrich Schiller (1956)
- Don Carlos di Friedrich Schiller (1956)
- Racconti scelti di Molière (1957)
- L'Avare di Molière (1957)
- Democrazia e prestigio umano (1959)
- En Folkerfiende di Henrik Ibsen (1961)
- Guerra turkmena del conte de Gobineau (1973)